# Julien Bonnecase
Joseph Julien Bonnecase, plus connu sous le nom de Julien Bonnecase est né à Bilhères le 6 mai 1878 et mort à Perthes le 30 décembre 1950. C'est un juriste et professeur de droit français.

## Biographie
Né le 6 mai 1878 à Bilhères, (France), Julien Bonnecase est le fils du géomètre Joseph Bonnecase et de Jeanne-Marie Peyrègne. Il est l'aîné de six frères et sœurs. Bachelier en 1897, il fait ses études de droit à Toulouse. Il est docteur en droit en 1905 et 1905. Reçu au concours d’agrégation en 1908, il est nommé, à cette date, professeur de droit civil  à la faculté de droit de Grenoble, où il enseigne, entre 1910 et 1919, diverses matières ( droit pénal, droit commercial comparé, législation industrielle...), jusqu'à sa nomination en 1913 à une chaire permanente de droit maritime à la faculté de droit de Bordeaux où il enseigne jusqu'au 9 mars 1941, date à laquelle il est révoqué et mis d’office à la retraite. Il meurt le 30 décembre 1950 à Perthes, en France.

## Doctrine
Outre ses enseignements et une activité de consultation, Julien Bonnecase publie de nombreux ouvrages en droit positif, en histoire et en philosophie du droit.
À partir de 1927, il est directeur de la Revue générale du droit, de la législation et de la jurisprudence en France et à l’étranger,.
Dans « La notion de Droit en France au Dix-Neuvième Siècle », paru en 1919, il expose, dans une synthèse critique et en quatre chapitres, l'origine de la notion de droit, son contenu, sa fonction, ainsi que la philosophie française du droit de l'époque et ses tendances futures. Il se réfère à la doctrine métaphysique, selon saint Thomas d'Aquin, comme fondement des assises premières du droit.
En 1925, il publie un traité élémentaire de droit civil, devenu un ouvrage classique. Il élargit la matière en abordant des sujets tels que la personnalité physique, les personnes physiques et morales, le nom de la personne, le domicile et différents sujets dans cette branche du droit.
Il souligne « que la vie sociale ne peut être conçue sans le droit, qui est une condition de son existence, car la vie sociale exige de l'ordre, et le droit, par définition, représente l'ordre » (Introduction à l'étude du droit, 1941).
D'une manière générale, il s'oppose au « romantisme » et au positivisme de son époque, réhabilitant le Code civil, « bouclier de l’individu contre les abus de pouvoir des groupements ». Il critique les commentateurs français du Code civil au cours du 19e siècle, partisans d'une méthode exégétique par référence à l'exégèse biblique, et les regroupe sous le terme « École de l'Exégèse ». Il leur reproche d'ignorer la pratique et de perdre de vue les besoins économiques et sociaux. Il préfère la méthode de ce qu'il nomme l’« École scientifique », s'opposant ainsi à la position dominante de la Faculté de droit de Paris  et à la science juridique allemande, dans une perspective nationaliste.
Julien Bonnecase est le président du jury de thèse de Jean Carbonnier et son préfacier.

## Œuvres
Principaux ouvrages publiés :
- La Thémis (1819-1831) : son fondateur, Athanase Jourdan (2e édition, entièrement refondue et augmentée d'une Introduction générale à l'histoire de la science du droit privé en France de 1789 à 1830), Paris, Sirey, 1914, 416 p. (lire en ligne)
- «La notion de droit en France au XIX• siècle, contribution à la philosophie du droit contemporain», 1919

- « Traité de droit commercial maritime », Sirey, 1923
- « Précis de pratique judiciaire et extrajudiciaire », Sirey, 1927
- « La science juridique française : quelques aspects fondamentaux de l'œuvre de Léon Duguit », 1929
- « Précis élémentaire de droit maritime », Sirey, 1932
- « La pensée juridique française, de 1804 à l’heure présente », Delmas, 1933, 2 tomes
- « Précis de droit civil (conforme au programme officiel des Facultés de droit) », A. Rousseau, 1934-35, 3 vol.
- « Introduction à l’Étude du droit », 3ème éd., Sirey, 1939
- « Précis de jurisprudence civile et commerciale », LGDJ, 1942